# Кјапа Кјеза (Пјаченца)
Кјапа Кјеза је насеље у Италији у округу Пјаченца, региону Емилија-Ромања.
Према процени из 2011. у насељу је живело 4 становника. Насеље се налази на надморској висини од 933 м.